# جورج دبليو. جوي
جورج دبليو. جوي (بالإنجليزية: George W. Joy)‏ هو رسام أيرلندي، ولد في 7 يوليو 1844 في دبلن في جمهورية أيرلندا، وتوفي في 28 أكتوبر 1925 في Purbrook ‏ في المملكة المتحدة.

## معرض صور

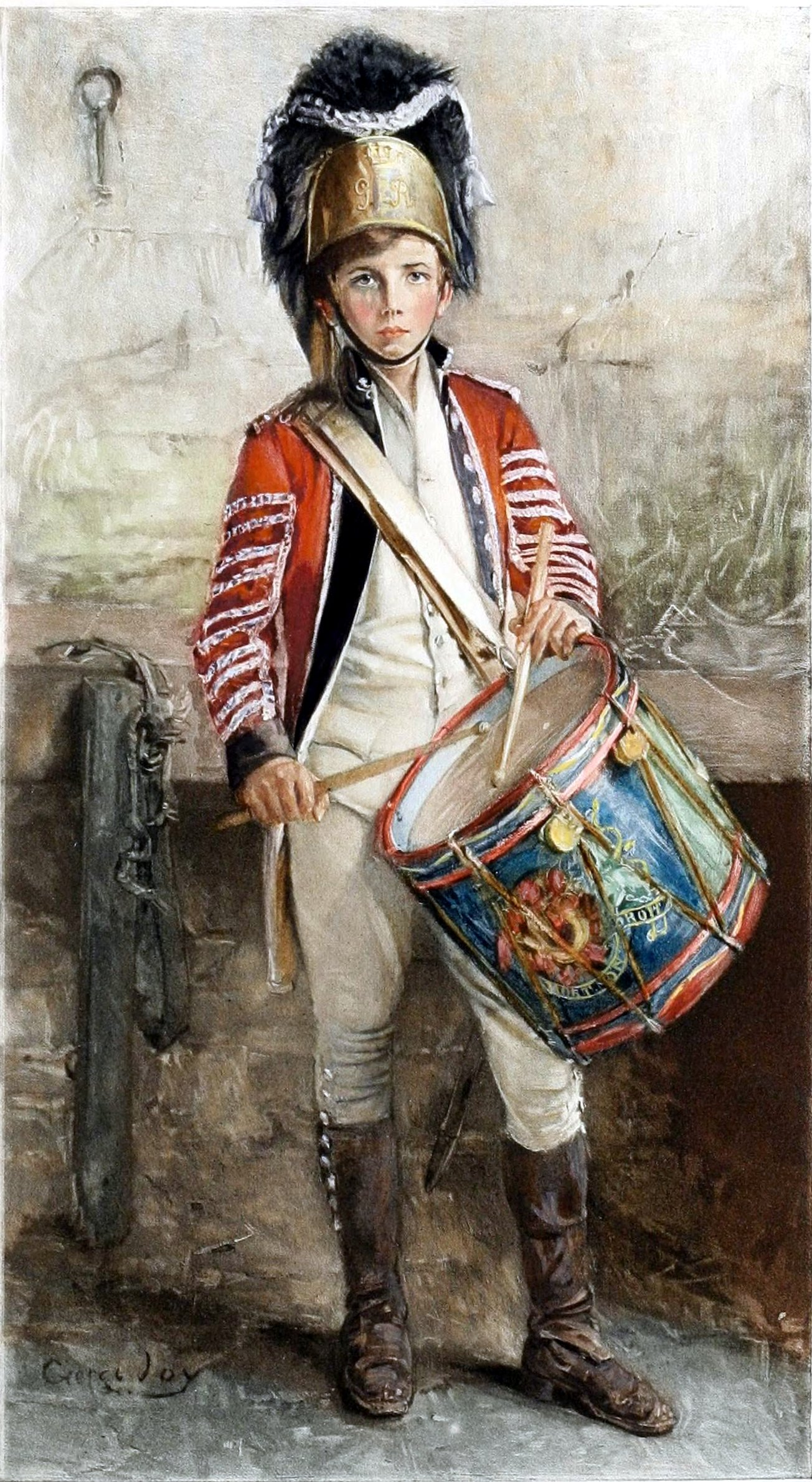
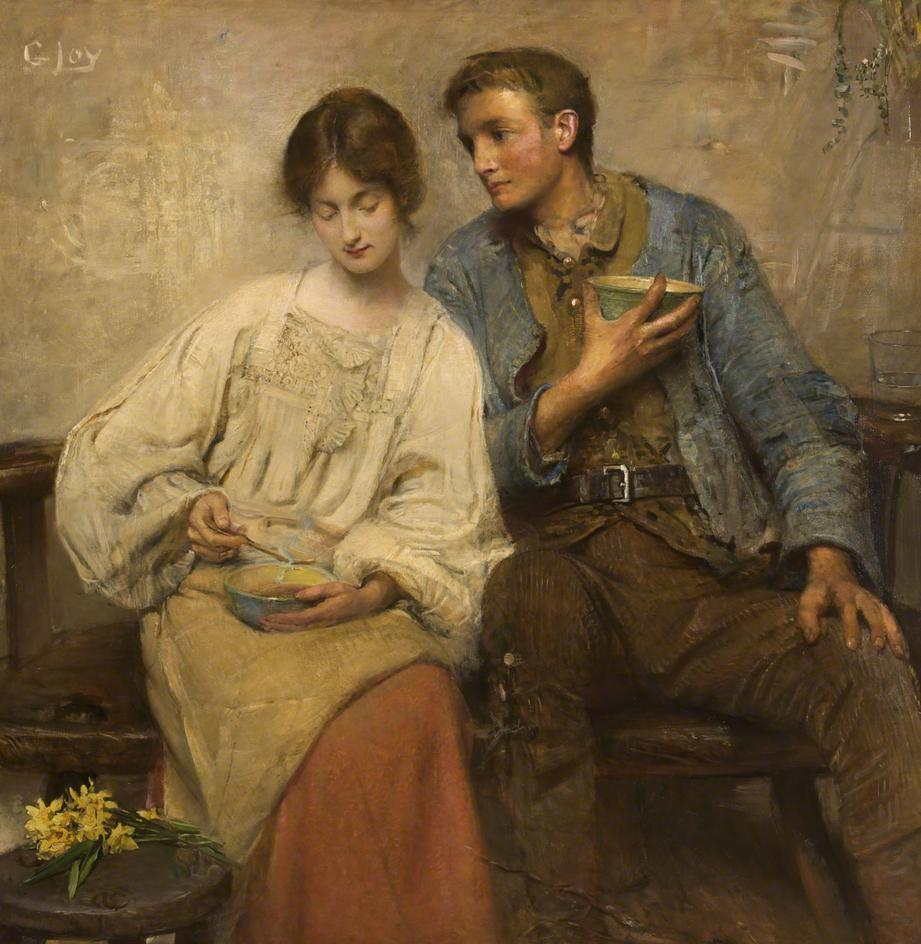
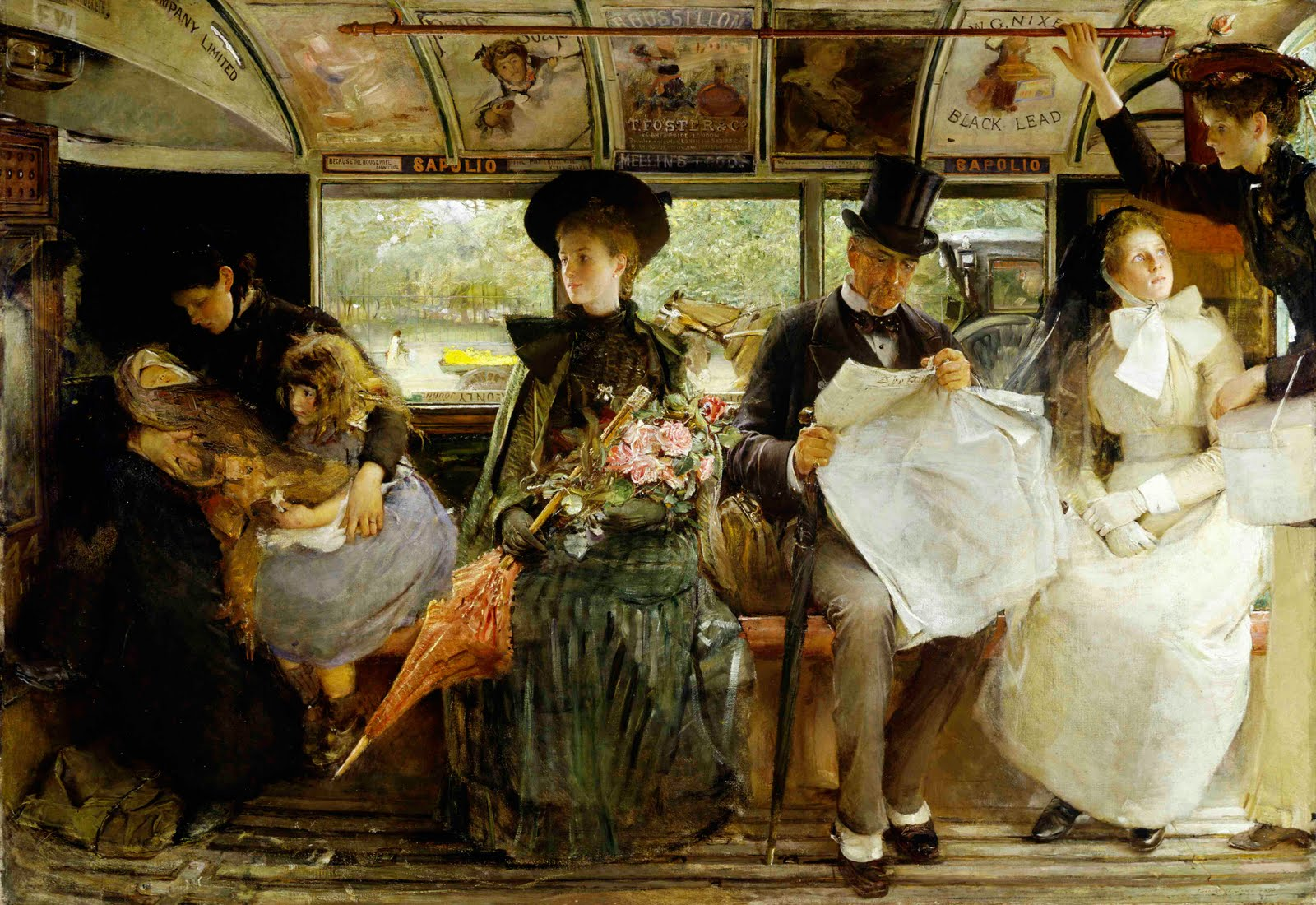

## روابط خارجية
- جورج دبليو. جوي على موقع ديسكوغز (الإنجليزية)